# Lotus biflorus
Lotus biflorus är en ärtväxtart som beskrevs av Louis Auguste Joseph Desrousseaux. Lotus biflorus ingår i släktet käringtänder, och familjen ärtväxter. Inga underarter finns listade i Catalogue of Life.